# Clássico da Paz
De Clássico da Paz  is de populaire benaming voor de wedstrijd tussen America en Vasco da Gama, twee voetbalclubs uit de Braziliaanse stad Rio de Janeiro. De eerste wedstrijd werd gespeeld op 14 maart 1920 op de terrein aan de Rua Campos Sales en werd door America gewonnen met 5-1.

## Geschiedenis
In 1928 won America de titel, net voor Vasco. Een jaar later eindigden beide clubs op de eerste plaatst en bekampten de clubs elkaar in de finale die Vasco na drie wedstrijden won. In 1930 moesten de clubs Botafogo voor laten gaan, maar een jaar later was het opnieuw een nek-aan-nekrace die door America gewonnen werd. 
Op 28 januari 1951 kroonde Vasco zich tot staatskampioen na een 2-1 overwinning voor 121.765 toeschouwers. Het was de eerste keer dat beide teams zich troffen in het befaamde Maracanã. In 1977 won Vasco da Taça Guanabara en verloor hierin slechts één wedstrijd, tegen America. In 1982 streden de clubs samen met Flamengo om de titel. Vasco versloeg beide clubs en werd kampioen. Door het feit dat America sinds eind jaren tachtig niet meer in de Série A en sedert 2011 zelfs niet meer in de hoogste klasse van het Campeonato Carioca speelt heeft de derby fel aan belang ingeboet. 
De grootste overwinning door Vasco werd behaald op 12 februari 2011 toen het 9-0 werd. De grootste overwinning van America was 5-1 en dateert van 2 juni 1951. 